# Кіровське (аеродром)
Кіровське — військовий аеродром розташований південніше містечка Кіровське на сході Автономної Республіки Крим.

## Історія
За часів СРСР на аеродромі був філіал Державного льотно-випробувального центра Міністерства оборони СРСР імені В. П. Чкалова. Використовувався для льотних випробувань авіаційних комплексів протичовнової оборони.
У лютому 1992 року після розпаду СРСР на базі Центру був сформований 168-й льотно-випробувальний комплекс повітряних сил України, там же базувалася пілотна група «Українські Соколи».
З 2007 планувалось використовувати аеродром і для пасажирських перевезень, відповідний наказ було підписано міністрами Оборони і Транспорту України.
1 березня 2014 аеродром було захоплено силами Чорноморського флоту Російської Федерації.
Після анексії Криму аеродром знаходиться в підпорядкуванні Державного льотно-випробувального центра МО РФ імені Чкалова (в/ч 38651) .
У ніч на 28 червня 2025 по аеродрому було нанесено удар за допомогою БпЛА. За повідомленнями ЗМІ було вражено склади боєприпасів, знищено 3 герікоптери - Мі-8, Мі-26 та Мі-28 та самохідний зенітно-ракетний комплекс «Панцир-С1». 